# Strutter (serial)
Strutter este un serial MTV transmis în Regatul Unit, Irlanda, Spania, Franța, România, Suedia, Danemarca, Țările de Jos, Belgia, Polonia, Norvegia, Estonia, Letonia, Lituania și Finlanda. Personajul principal este Mike Strutter, interpretat de Paul Kaye. Serialul se axează pe filme cu oameni care se rănesc, Strutter bătându-și joc de videoclipuri indie, emo, sau pop, un cuplu german care îmbină sporturile extreme cu sexul, și reclame care promovează produse și servicii fictive marca „Struttergear”.